# سفیدمزگی
سفیدمزگی، روستایی از توابع بخش احمدسرگوراب در استان گیلان ایران است.

## جمعیت
این روستا در شهرستان احمد سرگوراب>>>http://sh-ahmadsargurab.ir/ قرار دارد و براساس سرشماری مرکز آمار ایران در سال ۱۳۸۵، جمعیت آن ۹۴۹ نفر (۲۲۹خانوار) بوده‌است.